# اچ. بروس هامبرستون
اچ. بروس هامبرستون (انگلیسی: H. Bruce Humberstone؛ ۱۸ نوامبر ۱۹۰۱ – ۱۱ اکتبر ۱۹۸۴) یک کارگردان و هنرپیشه اهل ایالات متحده آمریکا بود. وی بین سال‌های ۱۹۲۴ تا ۱۹۶۶ میلادی فعالیت می‌کرد.

## فیلم‌شناسی
- ایسلند
- پین آپ دختر
- خیابان مدیسون
- رام کردن زن سرکش
- کمیل